# Tako Hajo Jelgersma

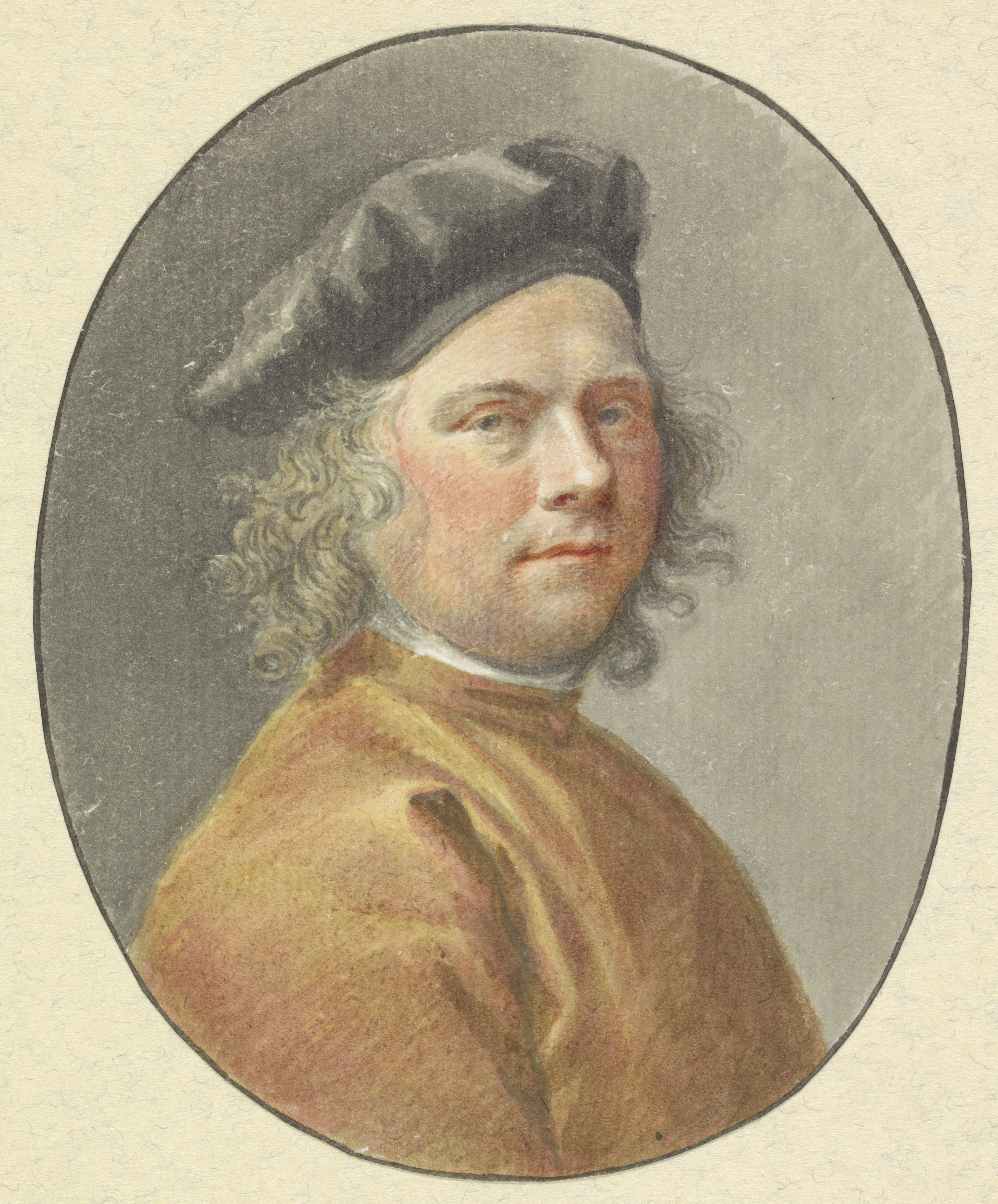
Zelfportret van Tako Hajo Jelgersma

Tako Hajo Jelgersma (Harlingen, 29 oktober 1702 – Haarlem, 24 maart 1795) was een 18e-eeuwse Nederlandse kunstschilder.

## Biografie
Volgens het RKD verhuisde hij pas op latere leeftijd, in 1757, naar Haarlem. Hij was een leerling van Frans Decker en Wigerus Vitringa. Hij schilderde vooral portretten, landschappen en kopieën van oude meesters. Zijn grisailles waren naar de manier van Jacob de Wit.
Zijn leerlingen waren Johan Bernard Brandhoff, Johannes Petrus van Horstok, Cornelis van Noorde, Martinus van der Jagt en Johannes Swertner.
Jelgersma bleef ongehuwd. Hij werd 92 jaar oud.

## Galerij

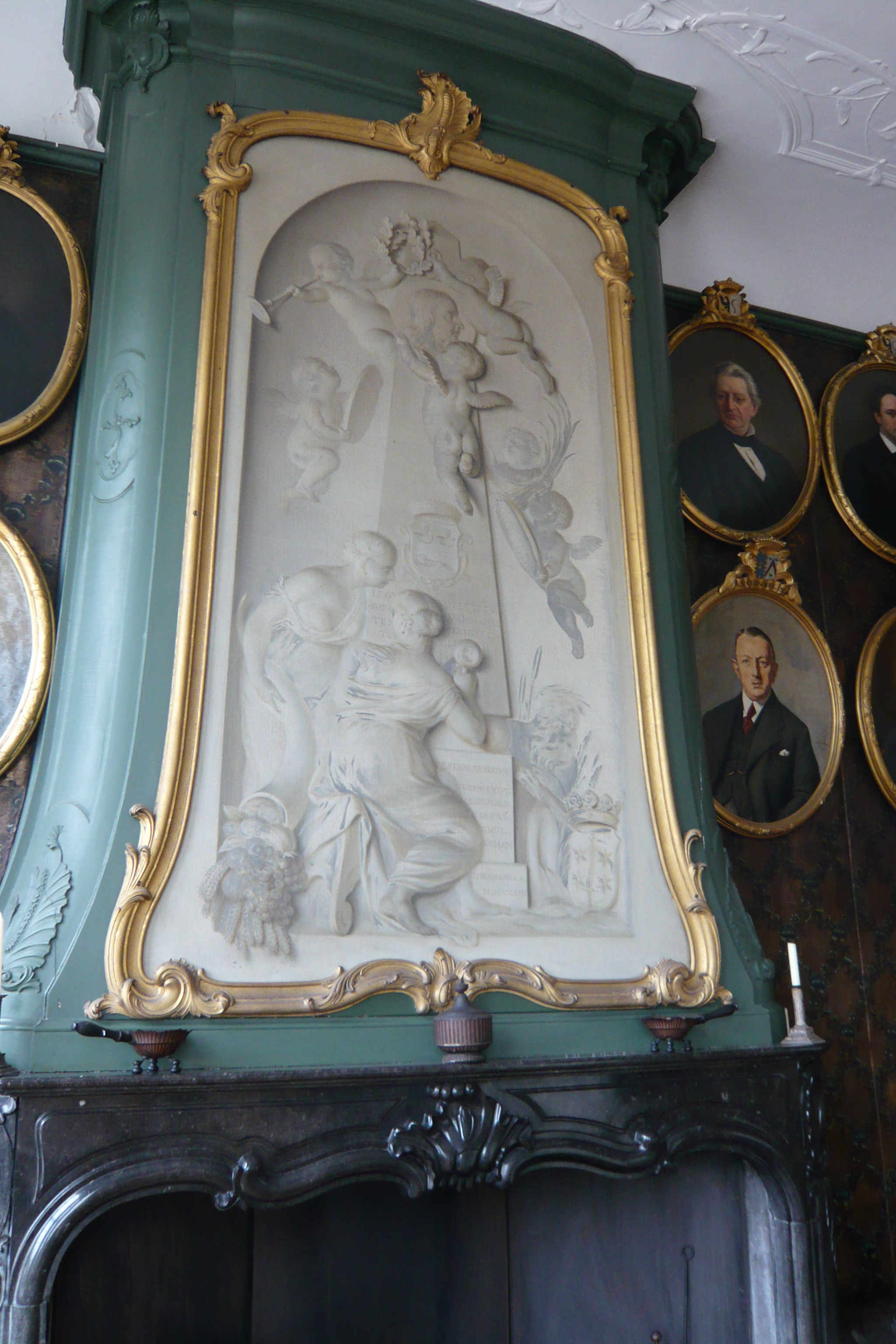
Grisaille boven de schoorsteenmantel in het hofje van Noblet geschilderd in 1763
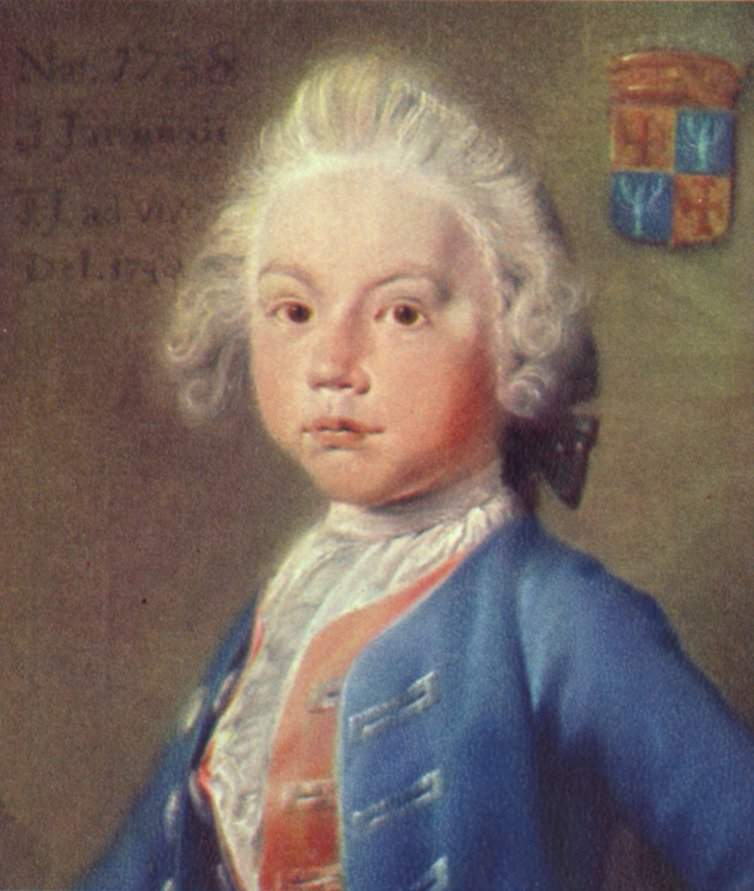
Portret van Hendrik Fabricius, 10 jaar oud, in 1748

- Biografisch Portaal: 00919406
- Digitale Bibliotheek voor de Nederlandse Letteren: jelg013
- Gemeinsame Normdatei: 124418155
- International Standard Name Identifier: 0000 0000 6681 0322
- Library of Congress Control Number: no2005063127
- Nederlandse Thesaurus van Auteursnamen: 07005973X
- RKD-Nederlands Instituut voor Kunstgeschiedenis: 42149
- Union List of Artist Names: 500027457
- Virtual International Authority File: 23073919
- WorldCat: E39PBJp67CBFvWkbMdrjT7XWXd